# زیردریایی یو-دی۵

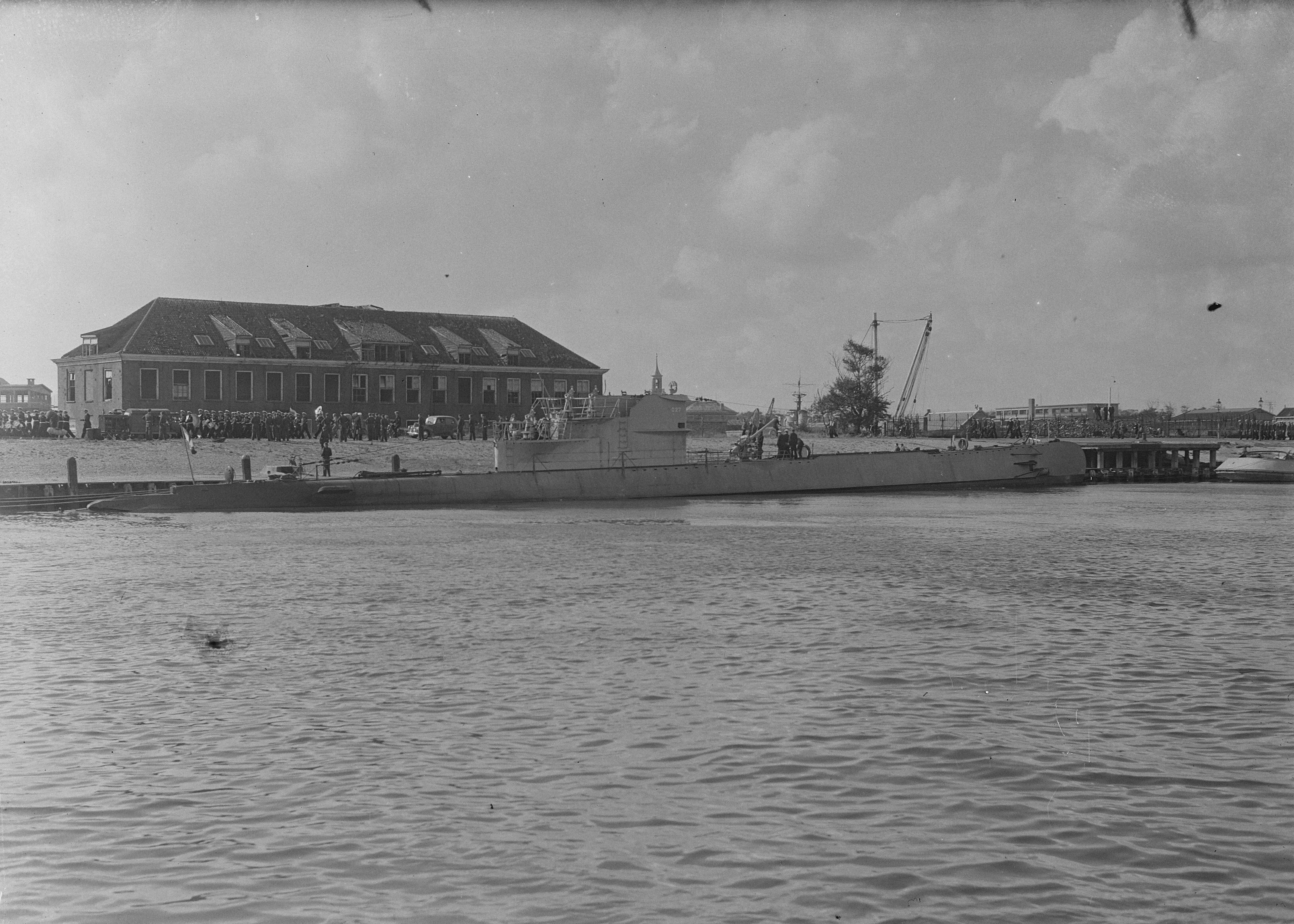
زیر دریایی یو-دی۵

زیردریایی یو-دی۵ (به انگلیسی: German submarine U-D5) یک زیردریایی بود که طول آن ۷۷٫۷ متر (۲۵۴ فوت ۱۱ اینچ) بود. این زیردریایی در سال ۱۹۴۱ ساخته شد.